# Cynków (Koziegłowy)
Cynków ist eine Ortschaft mit einem Schulzenamt der Stadt-und-Land-Gemeinde Koziegłowy im Powiat Myszkowski der Woiwodschaft Schlesien in Polen.

## Geschichte
Der Ort wurde im Jahr 1372 als Czenkow erstmals urkundlich erwähnt, als das Schulzenamt im Dorf im Beuthener Kreis vom Herzog Konrad II. von Oels und Kosel an Jan und seine Söhne Marcin und Piotr verkauft wurde. Der besitzanzeigende Name ist vom Personennamen Cynek abgeleitet, wahrscheinlich aus den deutschen: Familiennamen Zink oder Appellativ/Synonym Zinke.
Der Ort liegt im Gebiet um Siewierz, das um 1177 aus dem Herzogtum Krakau bzw. Kleinpolen ausgegliedert wurde und an das schlesische Herzogtum Ratibor fiel, ab 1337 gehörte Siewierz zum Herzogtum Teschen unter Lehnsherrschaft des Königreichs Böhmen. Das Herzogtum Siewierz mit dem Dorf Czynkow wurde im Jahr 1443 vom Teschener Herzog Wenzel I. dem Krakauer Bischof Zbigniew Oleśnicki verkauft. Zunächst gehörte das Dorf zu den Gütern von Koziegłowy, ab 1519 zu den Gütern von Siewierz.
Erst 1790 wurde das Herzogtum Siewierz formal an das Königreich Polen-Litauen angegliedert und war der Woiwodschaft Krakau administrativ angegliedert. Nach der dritten Teilung Polens von 1795 bis 1807 gehörte das Dorf zu Neuschlesien. 1807 kam es ins Herzogtum Warschau und 1815 ins neu entstandene russisch beherrschte Kongresspolen.
Nach dem Ende des Ersten Weltkriegs kam Cynków zu Polen, Woiwodschaft Kielce. Beim Überfall auf Polen 1939 wurde das Gebiet von den Deutschen besetzt und dem Landkreis Warthenau im neuen „Ostoberschlesien“ zugeordnet.
Von 1975 bis 1998 gehörte Cynków zur Woiwodschaft Częstochowa.

## Sehenswürdigkeiten

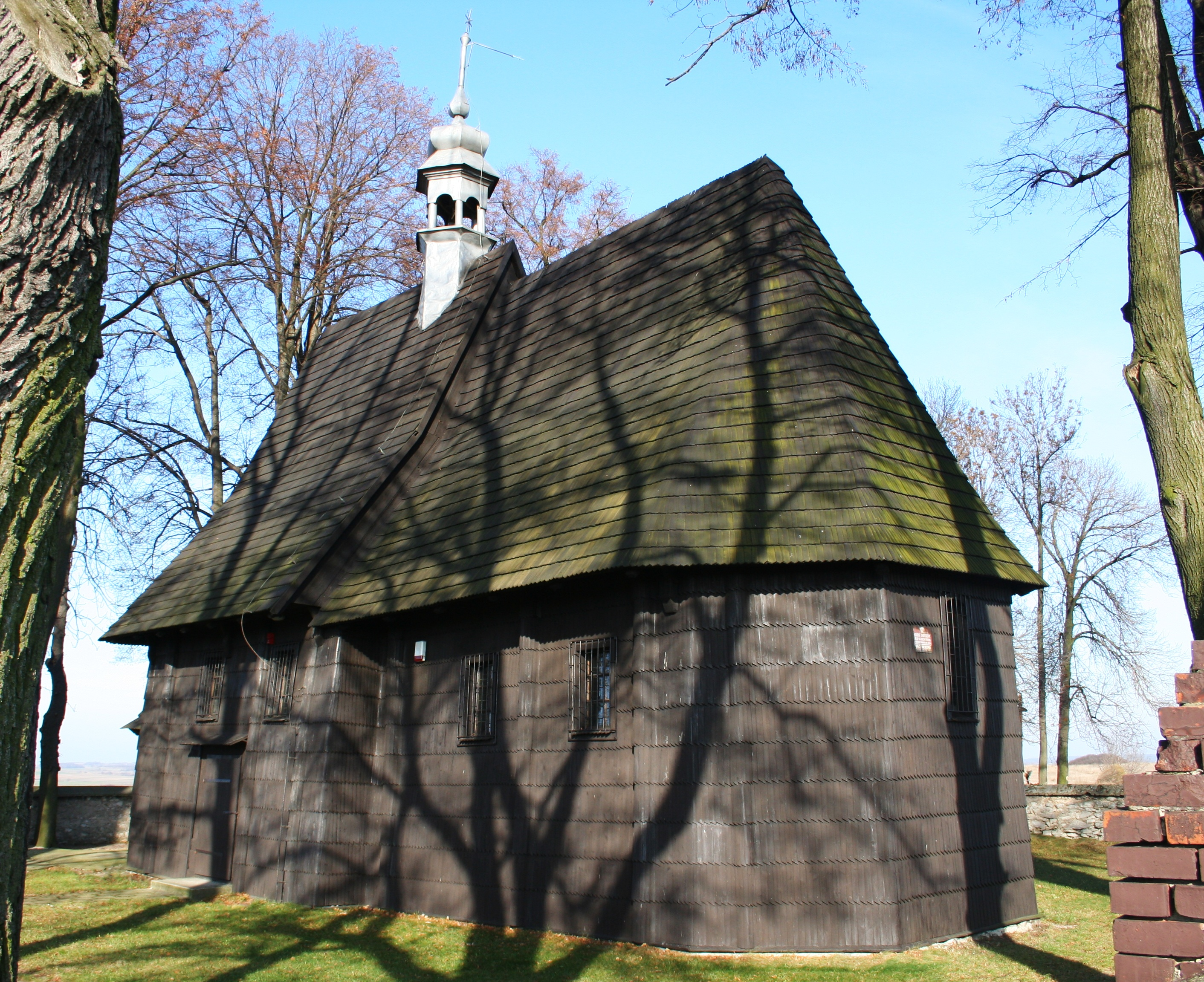
Holzkirche

- Katholische Holzkirche (1631) an der Straße der Holzarchitektur der Woiwodschaft Schlesien